# Турксиб (Восточно-Казахстанская область)
Турксиб (каз. Турксиб) — упразднённое село в Жарминском районе Восточно-Казахстанской области Казахстана. Входило в состав Аршалинского сельского округа. Ликвидировано в 2000-е годы.

## Население
По данным переписи 1999 года в селе проживало 29 человек (16 мужчин и 13 женщин).